# Volodymyr Dolhov
Volodymyr Henrikhovytch Dolhov (en ukrainien : Володимир Генріхович Долгов ; en russe : Владимир Генрихович Долгов, Vladimir Guenrikhovitch Dolgov), né le 11 mai 1960 à Kharkiv (RSS d'Ukraine) et mort le 10 janvier 2022, est un nageur soviétique, spécialiste des courses de dos.

## Carrière
Volodymyr Dolhov remporte la médaille de bronze olympique du 100 mètres dos aux Jeux olympiques de 1980 à Moscou. En 200 mètres dos, il ne passe pas les séries de qualification.

## Mort
Dolhov meurt le 10 janvier 2022 à l'âge de 61 ans. Il souffrait d'un cancer de l'estomac inopérable, qui lui avait été diagnostiqué dix mois auparavant. 